# Hundsche Regeln
Die nach Friedrich Hund benannten Hundschen Regeln machen eine Aussage darüber, in welcher Drehimpulskonfiguration die Elektronen in den Orbitalen eines Atoms im Grundzustand vorliegen. Diese Regeln gelten dabei im Rahmen der LS-Kopplung, die insbesondere für leichte Elemente erfüllt ist. Aber auch für schwerere Atome können die Regeln gute Ergebnisse erzielen.

## Hintergrund
Will man den Aufbau der Elektronenhülle eines Atoms mit {\displaystyle Z} Elektronen theoretisch bestimmen, so muss im Prinzip die Schrödingergleichung für dieses Problem gelöst werden. Dies ist analytisch jedoch nur möglich, wenn man die elektrostatische Wechselwirkung der Elektronen untereinander vernachlässigt (siehe Drei-Körper-Problem). Stattdessen verwendet man näherungsweise ein abgeschirmtes Coulombpotential für die Wechselwirkung zwischen Elektronen und Kern, um der abgeschwächten Anziehung von äußeren Elektronen gerecht zu werden.
Eine derartige Rechnung beschreibt die Höhe der Energieniveaus hinreichend gut, liefert jedoch nur eine Abhängigkeit von der Hauptquantenzahl {\displaystyle n} und der Nebenquantenzahl {\displaystyle l} (mit {\displaystyle l<n}). Jede solche Unterschale kann mit {\displaystyle 2(2l+1)} Elektronen gefüllt werden, die sich nach dem Pauli-Prinzip in der magnetischen Quantenzahl {\displaystyle m_{l}} oder der Spinquantenzahl {\displaystyle m_{s}} unterscheiden müssen. Um den Grundzustand des Atoms zu ermitteln, stellt man sich nach dem Aufbauprinzip vor, die Energieniveaus nacheinander, vom niedrigsten angefangen, mit Elektronen zu besetzen. Sind nicht ausreichend Elektronen übrig, um das höchste Energieniveau komplett zu füllen, so ergibt sich ein Zuordnungsproblem: Da es energetisch gleichgültig ist, welche magnetische oder Spinquantenzahl die Elektronen auf einer Unterschale annehmen, könnten theoretisch beliebige (erlaubte) Werte vergeben werden. Man nennt einen solchen Grundzustand entartet.
In der Praxis stellt man z. B. durch Messen der magnetischen Suszeptibilität fest, dass die Zuordnung energetisch nicht gleichgültig ist. Die Entartung des Grundzustandes ist also ein Artefakt aus der oben erwähnten Vernachlässigung der Elektron-Elektron-Wechselwirkung. Um nun eine theoretische Vorhersage über die Elektronenverteilung auf magnetische und Spinquantenzahl treffen zu können, genügt ein Satz aus simplen Regeln, den Hundschen Regeln.

## Russell-Saunders-Kopplung (LS-Kopplung)
Die magnetischen Momente von Bahndrehimpuls L und Spin S der Elektronen eines Atoms wechselwirken nicht separat, sondern durch Addition zu einem Gesamtdrehimpuls als Ganzes mit einem externen Magnetfeld. Wenn dabei die Coulomb-Wechselwirkung der Elektronen untereinander groß gegenüber ihrer eigenen Spin-Bahn-Wechselwirkung ist, kann man den Gesamtdrehimpuls im Rahmen der {\displaystyle LS}- oder auch Russell-Saunders-Kopplung (nach Henry Norris Russell und Frederick Albert Saunders) bestimmen. Hierbei gelten folgende Regeln:
- Die Bahndrehimpulse {\displaystyle {\boldsymbol {l}}_{i}} der Elektronen addieren sich zum Gesamtbahndrehimpuls

{\displaystyle {\boldsymbol {L}}=\sum _{i}{\boldsymbol {l}}_{i}}
mit {\displaystyle {\boldsymbol {L}}^{2}=L(L+1)\hbar ^{2}}.
- Die Spins {\displaystyle {\boldsymbol {s}}_{i}} der Elektronen addieren sich zum Gesamtspin

{\displaystyle {\boldsymbol {S}}=\sum _{i}{\boldsymbol {s}}_{i}}
mit {\displaystyle {\boldsymbol {S}}^{2}=S(S+1)\hbar ^{2}}.
- Gesamtbahndrehimpuls und Gesamtspin addieren sich zum Gesamtdrehimpuls

{\displaystyle {\boldsymbol {J}}={\boldsymbol {L}}+{\boldsymbol {S}}}
mit {\displaystyle {\boldsymbol {J}}^{2}=J(J+1)\hbar ^{2}} und {\displaystyle J_{z}=M_{J}\hbar ,\;M_{J}\in \{-J,\,-J+1,\,\ldots ,\,+J\}}.
Statt der bisherigen, für jedes Elektron separaten, Beschreibung seines Zustandes durch die Quantenzahlen {\displaystyle l,s\,\,(=1/2),m_{l},m_{s}} hat man nun die neuen Quantenzahlen {\displaystyle L,S,J,M_{J}} für das elektronische Gesamtsystem. Sie gehören zu {\displaystyle {\boldsymbol {L}}^{2},{\boldsymbol {S}}^{2},{\boldsymbol {J}}^{2},J_{z}} wie oben beschrieben. Der elektronische Gesamtzustand wird üblicherweise als Termsymbol in der Form {\displaystyle ^{2S+1}L_{J}} notiert (mit expliziter Angabe von J, aber nicht von {\displaystyle M_{J}}, da erst im Magnetfeld die Energie auch von {\displaystyle M_{j}} abhängt, siehe Zeeman-Effekt bzw. Landé-Faktor und Paschen-Back-Effekt).

## Die Regeln
Die hier vorgenommene Einteilung in vier Regeln ist konsistent mit den verbreiteten Lehrbüchern der Atomphysik. Allerdings findet man besonders in älteren Büchern auch weniger, meist zwei, Hundsche Regeln, die dann der 2. und 3. hier aufgeführten Regel entsprechen. Eine Begründung für die 2. und 3. Regel liefert die Austauschwechselwirkung.

### Erste Hundsche Regel
„Volle Schalen und Unterschalen haben den Gesamtdrehimpuls Null.“

Diese Regel ergibt sich direkt aus dem Pauli-Prinzip. Für eine gefüllte Schale müssen alle möglichen Quantenzahlen belegt sein, daher gibt es gleich viele positive wie negative Orientierungen der Bahndrehimpulse und Spins der Elektronen. Der resultierende Gesamtdrehimpuls {\displaystyle {\boldsymbol {J}}} sowie die zugehörigen Quantenzahlen {\displaystyle J,m_{J}} können nur den Wert Null haben. Konsequenterweise müssen also nur die nicht abgeschlossenen Schalen bei der Berechnung von {\displaystyle {\boldsymbol {J}}} berücksichtigt werden. Streng gesehen ergibt sich diese Tatsache auch als Folge aus den weiteren Regeln, da sie aber ein wichtiges Resultat darstellt, wird sie häufig als eigene Regel angeführt.

### Zweite Hundsche Regel
„Der Gesamtspin {\displaystyle {\boldsymbol {S}}} nimmt den maximal möglichen Wert an, die Spins der einzelnen Elektronen {\displaystyle {\boldsymbol {s}}_{i}} stehen also möglichst parallel.“

Erläuterung
Um dieser Regel gerecht zu werden, müssen den Elektronen zunächst unterschiedliche Werte für die magnetische Quantenzahl {\displaystyle m_{l}} vergeben werden, damit im Einklang mit dem Pauli-Prinzip gleiche Spinquantenzahlen möglich sind. Es gibt {\displaystyle 2l+1} verschiedene Werte für {\displaystyle m_{l}} {\displaystyle (-l,...,l)} , daher kann die Gesamtspinquantenzahl {\displaystyle S} maximal den Wert {\displaystyle {\tfrac {2l+1}{2}}=l+{\tfrac {1}{2}}} annehmen. Dieser Wert wird erreicht, wenn die Schale genau zur Hälfte gefüllt ist. Bei größerer Befüllung müssen wegen des Pauli-Prinzips die Spins der Elektronen antiparallel zu denen der bereits verbauten Elektronen stehen.
Hintergrund
Ursprünglich war die Erklärung für diese Regel die folgende Annahme: Nach dem Pauli-Prinzip muss die Wellenfunktion der Elektronen total antisymmetrisch sein. Parallel stehende Spins bedeuten einen symmetrischen Spinanteil der Wellenfunktion. Die Antisymmetrie muss dann vom Bahnanteil herrühren. Ein antisymmetrischer Bahnanteil beschreibt aber einen Zustand, bei dem die Elektronen möglichst weit voneinander entfernt sind. Diese Eigenschaft sorgt für eine möglichst kleine Coulomb-Wechselwirkungsenergie. Die Coulomb-Abstoßung der Elektronen bei nicht vollbesetzten Schalen steht auch hinter der Konstante JHund, die dem sogenannten „Hund’s-rule exchange“ zugeordnet ist. Diese Konstante repräsentiert eine inneratomare effektive „Austauschwechselwirkung“, die bei nicht vollbesetzten Schalen für die Parallelstellung benachbarter Spins derselben Schale verantwortlich ist und die Form {\displaystyle -J_{\text{Hund}}\,{\hat {\boldsymbol {S_{1}}}}\cdot {\hat {\boldsymbol {S_{2}}}}} hat (Heisenbergmodell, Skalarprodukt von vektoriellen Spin-Operatoren), mit positivem JHund, das durch ein Doppelintegral über eine bestimmte Kombination der beteiligten quantenmechanischen Wellenfunktionen und durch den zugehörigen Coulomb-Nenner ausgedrückt werden kann:
{\displaystyle J_{\text{Hund}}\propto e^{2}\int _{x}\ \int _{y}\mathrm {d} ^{3}x\ \mathrm {d} ^{3}y\ u^{*}({\boldsymbol {x}})v^{*}({\boldsymbol {y}})v({\boldsymbol {x}})u({\boldsymbol {y}})/|{\boldsymbol {x}}-{\boldsymbol {y}}|}
Dabei sind {\displaystyle u} und {\displaystyle v} die beiden betrachteten quantenmechanischen Funktionen. Die mit Sternen versehenen Funktionen sind deren Konjugiert-Komplexes. Schließlich ist {\displaystyle e} die Elementarladung.
Der Name „Austauschwechselwirkung“ kommt von der Vertauschung der Rolle von {\displaystyle u} und {\displaystyle v} im zweiten Faktor: Dahinter verbirgt sich das quantenmechanische Pauliprinzip. Man hat es also mit einem Zusammenspiel von Coulomb-Wechselwirkung und Pauliprinzip zu tun.
Da die Coulomb-Wechselwirkung nach Voraussetzung größer als die Spin-Bahn-Kopplung ist, ist der Zustand mit möglichst vielen parallelen Spins auch der mit der niedrigsten Energie.
Tatsächlich aber haben quantenmechanische Rechnungen gezeigt, dass Elektronen in singulär besetzten Orbitalen weniger gegenüber der Ladung des Kerns abgeschirmt sind, wodurch die Orbitale kontrahieren. Dies führt dann zu einer energetisch günstigeren Konfiguration des Gesamtatoms.

### Dritte Hundsche Regel
„Erlaubt das Pauli-Prinzip mehrere Konstellationen mit maximalem Gesamtspin {\displaystyle {\boldsymbol {S}}}, dann werden die Unterzustände mit der Magnetquantenzahl {\displaystyle m_{l}} so besetzt, dass der Gesamt-Bahndrehimpuls {\displaystyle {\boldsymbol {L}}} maximal wird.“

Erläuterung
Nach der Regel wird das erste Elektron einer neuen Schale den maximalen Wert von {\displaystyle |m_{l}|=l} annehmen. Das zweite Elektron darf wegen des Pauli-Prinzips und der zweiten Regel nicht denselben Wert für {\displaystyle m_{l}} bekommen, bekommt also den zweitgrößten Wert {\displaystyle l-1}. Die Gesamtdrehimpuls-Quantenzahl {\displaystyle L} lautet für diesen Fall damit {\displaystyle L=l+(l-1)=2l-1}. Ist die Schale halbgefüllt, so müssen nach der zweiten Regel alle {\displaystyle m_{l}} einmal vergeben sein, {\displaystyle L} ist hier also gleich Null. Bei der Befüllung der zweiten Hälfte werden dann die {\displaystyle m_{l}} in der gleichen Reihenfolge wie bei Befüllung der ersten Hälfte vergeben.
Hintergrund
Im Einteilchenfall wächst der mittlere Abstand eines Elektrons vom Kern mit der Quantenzahl {\displaystyle m_{l}}, der {\displaystyle z}-Komponente des Drehimpulses. Da Elektronen, die weit vom Kern entfernt sind, tendenziell auch weit voneinander entfernt sind, wird (wie im Falle der Zweiten Hundschen Regel) die Coulomb-Wechselwirkung klein. Der Effekt ist aber kleiner als der durch parallele Spins. Deshalb hat die Zweite Hundsche Regel auch Vorrang vor der Dritten.

### Vierte Hundsche Regel
„Ist eine Unterschale höchstens zur Hälfte gefüllt, dann ist der Zustand mit minimaler Gesamtdrehimpulsquantenzahl {\displaystyle J} am stärksten gebunden. Bei mehr als halbvollen Unterschalen ist es umgekehrt.“

Erläuterung
Nach der zweiten und dritten Regel werden die Quantenzahlen für Gesamtspin und Gesamtbahndrehimpuls festgelegt. Für den Gesamtdrehimpuls verbleiben daher noch alle ganzzahligen Werte zwischen {\displaystyle |L-S|} und {\displaystyle L+S}. Nach dieser Regel wird festgelegt, dass {\displaystyle J} sich immer wie folgt berechnet:
- Ist die Schale weniger als halbvoll, so ist {\displaystyle J=|L-S|}.
- Ist die Schale mehr als halbvoll, so ist {\displaystyle J=L+S}.

Sollte die Schale genau halbgefüllt sein, so ist nach der dritten Regel {\displaystyle L=0}, daher ergeben beide Rechnungen den gleichen Wert.
Diese Regel braucht nicht betrachtet zu werden, wenn man nur an der Verteilung von {\displaystyle m_{l},m_{s}} für die Elektronen einer Schale interessiert ist. Für das magnetische Verhalten der Atome ist aber die Gesamtkonfiguration der Elektronen und damit der Gesamtdrehimpuls entscheidend.
Hintergrund
Aus der LS-Kopplung ergibt sich, dass für maximal halbvolle Schalen antiparallele Einstellung von Spin und Bahndrehimpuls energetisch günstiger ist. Ist die Schale mehr als halbvoll, lassen sich die zum Füllen der Schale nötigen Elektronen als „Löcher“ auffassen, deren Bahndrehung ein im Vergleich zu Elektronen gerade umgepoltes Magnetfeld erzeugt. Dadurch wird nun parallele Einstellung von {\displaystyle L} und {\displaystyle S} bevorzugt.

## DieHundsche Regelder Chemie
In der Chemie wird oft nur eine einzige Hundsche Regel verwendet, die 1927 von Friedrich Hund selbst rein empirisch gefunden wurde und inhaltlich der zweiten der oben aufgeführten Regeln entspricht. Sie besagt: Wenn für die Elektronen eines Atoms mehrere Orbitale/Nebenquanten mit gleichem Energieniveau zur Verfügung stehen, werden diese zuerst mit je einem Elektron mit parallelem Spin besetzt (formeller Begriff: „Maximale Multiplizität“). Erst wenn alle Orbitale des gleichen Energieniveaus mit jeweils einem Elektron gefüllt sind, werden sie durch das zweite Elektron vervollständigt.
Die Unterscheidung zwischen der „Hundschen Regel“ in der Chemie von den „Hundschen Regeln“ in der Physik bezieht sich nur auf die Nomenklatur – selbstverständlich gelten in Chemie und Physik dieselben Regeln und Gesetzmäßigkeiten.
Da die Hundsche Regel die Lage der zu einer bestimmten Konfiguration der Elektronen gehörenden Terme beschreibt, hat sie Einfluss auf das chemische Verhalten von Atomen.
Eine durch einen starken Liganden verursachte Elektronenkonfiguration, die nicht der Hundschen Regel entspricht, wird als magnetisch anomal bezeichnet (low spin configuration).

## Anwendung
In der folgenden Tabelle bezeichnen {\displaystyle S,L,J} die Quantenzahlen für Gesamtspin, Gesamtbahndrehimpuls und Gesamtdrehimpuls nur für die betreffende Unterschale.
| Legende               |                                                                    |                                  |
| {\displaystyle l}     | {\displaystyle s,p,d,f,\dotsc } {\displaystyle (=0,1,2,3,\dotsc )} | Nebenquantenzahl                 |
| {\displaystyle m_{l}} | {\displaystyle -l,\dotsc ,l}                                       | Magnetische Quantenzahl          |
| {\displaystyle m_{s}} | ↑,↓ {\displaystyle (=}½,−½{\displaystyle )}                        | Spinquantenzahl                  |
| {\displaystyle S}     |                                                                    | Gesamtspin-Quantenzahl           |
| {\displaystyle L}     | {\displaystyle S,P,D,F,\dotsc } {\displaystyle (=0,1,2,3,\dotsc )} | Gesamtbahndrehimpuls-Quantenzahl |
| {\displaystyle J}     |                                                                    | Gesamtdrehimpuls-Quantenzahl     |

| {\displaystyle e^{-}}          | {\displaystyle m_{l}} | {\displaystyle m_{l}} | {\displaystyle m_{l}} | {\displaystyle m_{l}} | {\displaystyle m_{l}} | {\displaystyle S}                | {\displaystyle L}                | {\displaystyle J} |
|                                | 2                     | 1                     | 0                     | −1                    | −2                    | {\displaystyle \|\Sigma m_{s}\|} | {\displaystyle \|\Sigma m_{l}\|} |                   |
| s-Schale ({\displaystyle l=0}) |                       |                       |                       |                       |                       |                                  |                                  |                   |
| s1                             |                       |                       | ↑                     |                       |                       | ½                                | 0                                | ½                 |
| s2                             |                       |                       | ↑↓                    |                       |                       | 0                                | 0                                | 0                 |
| p-Schale ({\displaystyle l=1}) |                       |                       |                       |                       |                       |                                  |                                  |                   |
| p1                             |                       |                       |                       | ↑                     |                       | ½                                | 1                                | ½                 |
| p2                             |                       |                       | ↑                     | ↑                     |                       | 1                                | 1                                | 0                 |
| p3                             |                       | ↑                     | ↑                     | ↑                     |                       | 1½                               | 0                                | 1½                |
| p4                             |                       | ↑↓                    | ↑                     | ↑                     |                       | 1                                | 1                                | 2                 |
| p5                             |                       | ↑↓                    | ↑↓                    | ↑                     |                       | ½                                | 1                                | 1½                |
| p6                             |                       | ↑↓                    | ↑↓                    | ↑↓                    |                       | 0                                | 0                                | 0                 |
| d-Schale ({\displaystyle l=2}) |                       |                       |                       |                       |                       |                                  |                                  |                   |
| d1                             |                       |                       |                       |                       | ↑                     | ½                                | 2                                | 1½                |
| d2                             |                       |                       |                       | ↑                     | ↑                     | 1                                | 3                                | 2                 |
| d3                             |                       |                       | ↑                     | ↑                     | ↑                     | 1½                               | 3                                | 1½                |
| d4                             |                       | ↑                     | ↑                     | ↑                     | ↑                     | 2                                | 2                                | 0                 |
| d5                             | ↑                     | ↑                     | ↑                     | ↑                     | ↑                     | 2½                               | 0                                | 2½                |
| d6                             | ↑↓                    | ↑                     | ↑                     | ↑                     | ↑                     | 2                                | 2                                | 4                 |
| d7                             | ↑↓                    | ↑↓                    | ↑                     | ↑                     | ↑                     | 1½                               | 3                                | 4½                |
| d8                             | ↑↓                    | ↑↓                    | ↑↓                    | ↑                     | ↑                     | 1                                | 3                                | 4                 |
| d9                             | ↑↓                    | ↑↓                    | ↑↓                    | ↑↓                    | ↑                     | ½                                | 2                                | 2½                |
| d10                            | ↑↓                    | ↑↓                    | ↑↓                    | ↑↓                    | ↑↓                    | 0                                | 0                                | 0                 |

Beispiel: Gesucht ist der Grundzustand eines Atoms mit 8 Elektronen auf der 3{\displaystyle d}-Schale in der 4. Periode (das Element Nickel). Die Schale hat Platz für 10 Elektronen, 5 davon mit Spin ↑, die anderen mit Spin ↓. Nach der ersten Hundschen Regel liefern die vollbesetzten inneren Schalen keinen Beitrag und brauchen nicht betrachtet zu werden.
Spin ↑ und Spin ↓ sind gleichberechtigt, in der Literatur wird jedoch meistens mit Spin ↑ begonnen.
Da nach der zweiten Hundschen Regel die Spins möglichst parallel angeordnet sein sollen, werden zunächst alle 5 Plätze mit Spin ↑ besetzt. Die restlichen 3 Elektronen müssen dann Spin ↓ haben. Für die Gesamtspin-Quantenzahl gilt {\displaystyle S=\left|\Sigma m_{s}\right|}. Der Gesamtspin ergibt sich damit zu {\displaystyle S=1} (entsprechend 2 ungepaarten Spins). Damit ergibt sich eine Spin-Multiplizität von {\displaystyle 2S+1=3} (linker oberer Index am Termsymbol).
Laut der dritten Hundschen Regel muss {\displaystyle L=|\Sigma m_{l}|} maximal sein. Die verbleibenden Spin ↓-Elektronen besetzen demnach die Zustände {\displaystyle m_{l}=2,1,0}. Insgesamt wird {\displaystyle L=3}.
Den Gesamtdrehimpuls der Elektronenhülle liefert schließlich die vierte Hundsche Regel. Da die Schale mehr als halbvoll ist, gilt {\displaystyle J=L+S}, hier also {\displaystyle J=4}.
Der elektronische Gesamtzustand ist damit durch das Termsymbol 3F4 charakterisiert.

## Zur Entstehung der Hundschen Regeln
Nach einem Kolloquiumsvortrag zur Geschichte der Quantenmechanik wurde Friedrich Hund 1985 an der Universität Regensburg öffentlich gefragt, wie er denn auf die Hundschen Regeln gekommen sei. Die Antwort, kurz und bündig: «Nun, einfach durch „Anstieren“ der Spektren.» (Vornehmer gesagt, zunächst einfach durch den Versuch, die Befunde der Experimentalphysiker zu interpretieren; die mathematisch-physikalische Begründung für die Regeln folgte erst später.) In der Tat entstanden die Hundschen Regeln nur wenig früher (1925 bis 1927) als z. B. die im Text erwähnte Arbeit zum Heisenbergmodell (1928).